# تویین گروو، ایلینوی
تویین گروو (به انگلیسی: Twin Grove) یک منطقهٔ مسکونی در ایالات متحده آمریکا است که در شهرستان مک‌لین، ایلینوی واقع شده‌است. تویین گروو ۱٬۵۶۴ نفر جمعیت دارد و ۲۴۹٫۹۴ متر بالاتر از سطح دریا واقع شده‌است.